# Hellmuth Walter
Hellmuth Walter, född 26 augusti 1900, död 16 december 1980, var en tysk ingenjör och pionjär inom områdena raketmotorer och gasturbiner. 
Han konstruerade raketmotorer till Luftwaffes Messerschmitt Me 163 och Bachem Ba 349 och tog fram ett revolutionerande framdrivningssystem för ubåtar, på engelska känt som air-independent propulusion (AIP) (luftoberoende framdrivning).